# Francis Hincks
Pour les articles homonymes, voir Hincks.
Francis Hincks (14 décembre 1807-18 août 1885) est un homme politique canadien et administrateur colonial britannique. 
Gouverneur de la Barbade de 1856 à 1862, il occupe ensuite cette fonction dans la Guyane britannique de 1862 à 1869.
Au Canada, il est député fédéral libéral-conservateur de la circonscription ontarienne de Renfrew-Nord à partir d'une élection partielle en 1869 à 1872 et de la circonscription britanno-colombienne de Vancouver de 1872 à 1874. Il occupe le poste de ministre des Finances de 1869 à 1873.

## Biographie
Né à Cork en Irlande, il est le plus jeune d'une famille de neuf enfants du révérend presbytérien Thomas Dix Hincks (en). Comme ses frères, Edward Hincks et William Hincks (en), il entame une formation pour devenir ecclésiastique avec une formation à la Royal Belfast Academical Institution (en). Néanmoins, il s'intéresse davantage aux affaires et une entreprise d'importation à Belfast avec les Antilles. Se mariant à Belfast, il quitte avec son épouse deux semaines plus tard pour les Canadas.

### Carrière d'entrepreneur
Arrivé à York dans le Haut-Canada (aujourd'hui Toronto), Hincks crée une entreprise d'importations dans des locaux commerciaux loués à William Warren Baldwin (en) et son fils Robert Baldwin. Les Baldwins font partie d'une famille réformiste opposée aux conservateurs représentés par la Family Compact.
Il accepte un emploi de gestionnaire de la Farmer's Joint Stock Bank (en) et devient ensuite directeur de la nouvelle Bank of the People (en) lorsque la Farmer's Bank devient dominée par les conservateurs. Faisant face aux représailles contre les réformateurs exercées à la suite de la rébellion du Haut-Canada, Hincks envisage de s'installer aux États-Unis. Cependant, la nomination de Lord Durham en 1838 lui donne espoir et il choisit de rester dans le Haut-Canada. Durant cette année, il crée The Examiner à Toronto, avec lequel il fait la promotion du gouvernement responsable. Éventuellement, le journal fusionnera avec The Globe (en), lui-même prédécesseur du The Globe and Mail.

### Carrière politique

#### Parti réformiste et gouvernement responsable
Hincks est élu dans la première législature de l'Assemblée législative de la province du Canada comme représentant du comté d'Oxford en 1841. Défait en 1844, il revient en 1848 et siège jusqu'en 1855.

#### Contrôle de la monnaie et banque centrale
Durant son premier mandat, il siège à un comité chargé d'étudier la proposition du gouverneur-général Lord Sydenham afin que le gouvernement prennent le contrôle de la création de la monnaie jusqu'alors sous le contrôle des banques. Sydenham proposait alors que le gouvernement contrôle la masse monétaire en circulation, laissant présager l'idée de la création d'une banque centrale.
Malgré le soutien de Hincks au projet, il est minoritaire dans le comité en raison de l'opposition des banques, inquiètes de perdre une aussi importante source de revenu.

#### Inspecteur général
En 1842, il est nommé inspecteur général des comptes publics. Plus tard, en 1844, il devient éditeur d'un nouveau journal à Montréal, le Pilot, qui vise à promouvoir les réformateurs (en) dans le Canada-Est et dans le Canada-Ouest. En raison de la vente d'abonnement dans la Canada-Ouest, il entre en conflit avec George Brown, éditeur du Globe. En 1848, il vend le journal et accepte le poste d'inspecteur général.

### Co-premier ministre de la Province de Canada
De 1851 à 1854, il est co-premier ministre de la province du Canada. La vision de Hincks quant au développement de l'Amérique du Nord britannique par l'expansion du chemin de fer prend forme avec la création du réseau du Grand Tronc en 1852 et du traité de réciprocité en 1854 avec les États-Unis.

#### Devise décimale
Durant le mandat de Hincks et malgré la volonté du gouvernement britannique de conserver la livre sterling pour l'ensemble des possessions d'outre-mer, une réforme du système monétaire est mise en place avec la volonté de procéder à la décimalisation de la monnaie pour faciliter le commerce avec les États-Unis. Un accord est passé avec le parlement permettant l'adoption du Currency Act en 1853 et autorisant d'utiliser à la fois des livres et des dollars américains dans la province selon des taux de change fixés. La législature du Nouveau-Brunswick adopte une législation similaire, permettant l'établissement d'un système monétaire commun dans les colonies britanniques d'Amérique du Nord.

#### Chute du gouvernement
Un scandale éclate en 1854 en raison des profits obtenus par Hincks et le maire de Toronto John George Bowes (en) de la vente de titre de matériels ferroviaires. Bien que le gouvernement chute, la législation suivante n'a trouvé aucun fondement permettant de corroborer les allégations de corruption contre Hincks.

### Gouverneur dans les Caraïbes
En 1856, il accepte une nomination en tant que gouverneur de la Barbade et des îles du Vent et en 1861, il est transféré en Guyane britannique. Il est nommé chevalier en 1869 à la fin de son mandat en Guyane.

### Ministre des Finances
À son retour au Canada, il est élu au parlement fédéral à la faveur d'une élection partielle déclenchée par la démission du député John Rankin afin de donner le champ libre à Hincks. Ce dernier devient aussitôt ministre des Finances et, en 1870, il établit le premier papier-monnaie fractionnable émis par le gouvernement et connu sous le nom de Shinplaster (en). Ceci vise alors à lutter contre les pièces d'argent américaines entrant dans le pays et qui dévaluaient le dollar canadien. Bien qu'il s'agissait alors d'une mesure temporaire, les shinplasters étaient populaires et ceux-ci ont été remis en circulation en 1900 et 1923.

### Après la politique
Après sa démission du cabinet et des affaires publiques en 1873, il devient président de la City Bank of Montreal (en). La banque est ensuite fusionnée avec la Royal Canadian Bank pour former la Consolidated Bank of Canada (en) dont Hincks est le premier président. Sa signature apparaît sur les billets émis par l'institution.
En 1878, il représente le gouvernement fédéral dans la commission sur l'établissement de la frontière entre l'Ontario et le Manitoba.

## Famille

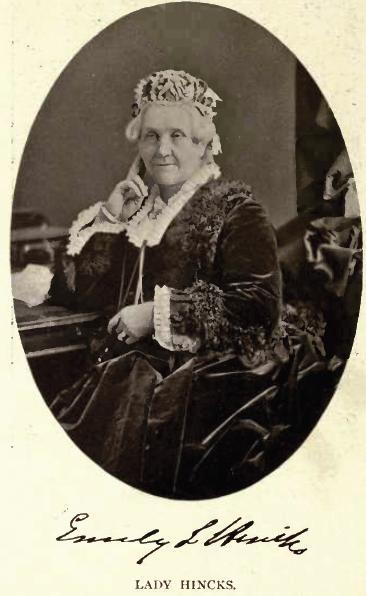
Emily Louisa Hincks par William Notman

Hincks se marie en 1832 avec Martha Anna Stewart à Belfast. Le couple a cinq enfants.
Devenu veuf à la mort de Martha en 1874, il se remarie en 1875 avec Emily Louisa Delatre, veuve du juge Robert Baldwin Sullivan (en). Lady Hincks meurt à Montréal le 14 mai 1880 à l'âge de 69 ans.
Sir Francis Hincks meurt de la variole à Montréal le 18 août 1885.

## Hommage
Le Hincks Township au Québec (aujourd'hui Lac-Sainte-Marie) est nommé en son honneur, ainsi qu'une rue de Bridgetown en Barbade aussi nommé en son honneur.